# Vuelo 297 de United Airlines
El vuelo 297 de United Airlines era un vuelo programado desde el Aeropuerto Internacional de Newark a Atlanta que se estrelló a 10 millas (16 km) al suroeste de Baltimore el 23 de noviembre de 1962, matando a las 17 personas a bordo. Una investigación concluyó que la aeronave, un avión de pasajeros turbohélice Vickers Viscount, había golpeado al menos dos cisnes silbantes, lo que causó graves daños al avión, lo que resultó en una pérdida de control. 
El accidente resultó en una mayor comprensión de la cantidad de daños que pueden causar los choques con aves durante el vuelo. Como resultado, la Administración Federal de Aviación (FAA) emitió nuevas normas de seguridad que requerían que las aeronaves recién certificadas pudieran resistir mejor los impactos en vuelo con las aves sin afectar la capacidad de la aeronave para volar o aterrizar de manera segura.

## Accidente
El vuelo, que volaba como el vuelo 297 de United Air Lines, era un vuelo regular de pasajeros de Newark a Atlanta, con escalas en el Aeropuerto Nacional de Washington, el Aeropuerto de Raleigh-Durham y el Aeropuerto Municipal de Charlotte. Llevaba  a bordo 13 pasajeros y 4 tripulantes. El primer oficial tramo del vuelo estaba programado para durar una hora a una velocidad real de 260 nudos (300 mph; 480 km/h) El primer tramo del vuelo estaba programado para durar una hora a una velocidad real de 260 nudos (300 mph; 480 km/h). El avión partió de Newark a las 11:39 a. m. hora local y avanzó con normalidad hasta las 12:14 p. m., cuando recibió autorización para descender de 10.000 a 6.000 pies. A las 12:19 p. m., los controladores de tránsito aéreo informaron al vuelo que habían recibido numerosos informes de un gran número de patos y gansos en el área, y los pilotos acusaron recibo del informe.
Los controladores de tránsito aéreo informaron al vuelo que habían recibido numerosos informes de un gran número de patos y gansos en el área, y los pilotos acusaron recibo del informe,Se transmitió un cambio de rumbo adicional a las 12:23 p. m., pero no se reconoció. A las 12:24 horas, los controladores perdieron contacto por radar con el avión.
El avión golpeó dos cisnes silbantes con sus estabilizadores a 6.000 pies. Una de las aves solo causó daños superficiales en el estabilizador derecho, de aproximadamente un pie de largo y un octavo de pulgada de profundidad, mientras que la otra atravesó completamente el estabilizador izquierdo y salió por el otro lado.
que el estabilizador se separara del avión; se encontró a un cuarto de milla de los restos principales. Los investigadores estimaron que el accidente podría no haber ocurrido si las dos aves hubieran golpeado la aeronave solo unas pocas pulgadas más arriba o más abajo.  El avión perdió el control y, en menos de un minuto, la altitud de la aeronave cayó de aproximadamente 6000 pies al nivel del suelo y su velocidad aerodinámica aumentó de 240 a 365 nudos (280 a 420 mph; 440 a 680 km/h). El avión se estrelló 10 millas (16 km) al suroeste de Baltimore y explotó, matando a todos los ocupantes.

## Aeronave
El avión era un Vickers Viscount 745D, un avión turbohélice británico de alcance medio, número de serie 128. Estaba registrado con el número de cola N7430 y se fabricó el 30 de junio de 1956. Estaba propulsado por cuatro motores turbohélice Rolls-Royce Dart 510, United Airlines adquirió el avión de Capital Airlines cuando las dos compañías se fusionaron en 1961. Era uno de los 60 construidos y tenía una capacidad de 48 pasajeros.

## Pasajeros y Tripulación
El piloto de la avioneta era Milton Balog, de Pensilvania, de 39 años. Había servido como piloto en el Cuerpo Aéreo del Ejército de los Estados Unidos volando un bombardero en el teatro europeo de la Segunda Guerra Mundial y había recibido la Cruz de Vuelo Distinguido. Después de la guerra, tomó un trabajo en Capital Airlines. El copiloto era Robert Lewis, de 32 años. Tenía una licencia de piloto de transporte de línea aérea que había caducado porque estaba atrasado en el examen físico, pero estaba calificado y tenía licencia para volar como copiloto con su licencia de piloto comercial. La tripulante Mary Key Klein había completado su capacitación en la empresa y comenzó a trabajar el 21 de junio de 1962, y la tripulante Karen G. Brent había comenzado a trabajar para la aerolínea el 16 de agosto de 1962.
De los trece pasajeros a bordo del avión, seis eran empleados fuera de servicio de United Airlines.

## Investigación
Después del accidente, llegó un equipo de diez investigadores de Washington D.C, encabezados por George A. Van Epps, jefe de investigación de seguridad de la Junta Nacional de Seguridad en el Transporte (NTSB), Los restos del avión se extendieron sobre un área de 100 a 150 yardas (90 a 140 m) de diámetro, con la pieza más grande de escombros de solo 15 pies (4,6 m) de largo. Un grave incendio en tierra que estalló después del accidente consumió la mayor parte del fuselaje, el ala derecha y parte del ala izquierda,  El fuego eliminó evidencia potencial de colisiones adicionales con aves que pueden haber ocurrido en otras partes de la aeronave, pero los investigadores pudieron recuperar el registrador de vuelo. Los investigadores volvieron a ensamblar partes críticas de la aeronave en el Aeropuerto Nacional Ronald Reagan de Washington, donde concluyeron que la aeronave había golpeado al menos a dos pájaros.
Se encontró un cadáver parcial de ave, así como plumas, tejido y sangre a 10 pies (3 m) de la sección separada del estabilizador izquierdo y el médico forense jefe del estado de Maryland identificó que eran de origen aviar. Los especímenes de plumas y huesos encontrados en el sitio fueron llevados al Servicio de Pesca y Vida Silvestre de los Estados Unidos, quien los identificó como pertenecientes a cisnes silbadores, aves que pueden alcanzar pesos superiores a las 18 libras (8 kg). Un piloto en las cercanías del vuelo informó haber visto una bandada de aproximadamente cincuenta pájaros blancos muy grandes volando en una estela a aproximadamente 5,500 pies.  Otros pilotos en el área también dijeron que los controladores de tráfico aéreo en el Centro de Washington habían informado contactos de radar cerca de ellos que los pilotos identificaron como grandes bandadas de pájaros. 
La NTSB publicó un informe final de su investigación el 22 de marzo de 1963.

## Legado

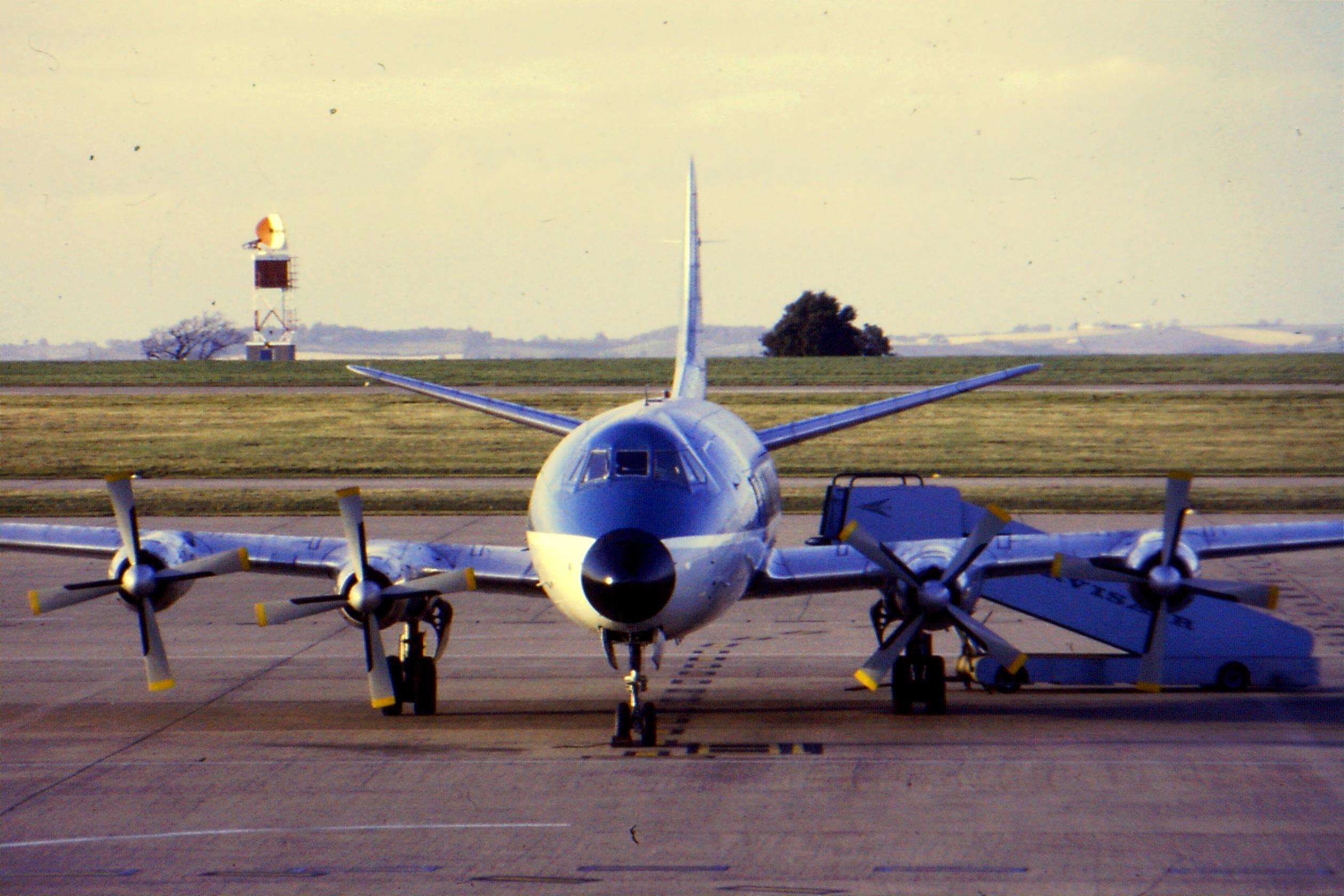
Parte frontal de un Viscount, con las partes críticas protegidas

Antes del accidente, la aeronave se había diseñado con el entendimiento de que los servicios de control críticos de la aeronave estaban protegidos de los choques con aves por las alas y las hélices de la aeronave. El diseño del Viscount 745D creó nuevas vulnerabilidades porque el plano de cola estaba montado más alto que la parte superior de los discos de la hélice y, por lo tanto, estaba desprotegido. Las velocidades de crucero más altas de los aviones más nuevos también aumentaron la cantidad de daño que podría causar un pájaro, pero casi todas las investigaciones previas sobre los peligros de los choques con pájaros se habían realizado en la década de 1930,  El único reglamento de aeronavegabilidad que había estado en vigor sobre la seguridad contra impactos con aves era el Reglamento Aeronáutico Civil (CAR), que requería que el parabrisas de una aeronave pudiera resistir el impacto de un ave de cuatro libras (dos kilogramos) a velocidad de crucero.
Los investigadores concluyeron que la mayoría de los tipos de aeronaves eran inherentemente resistentes a las aves, pero algunos tipos, incluido el tipo que se estrelló, eran vulnerables en el área del empenaje. En 1968, la FAA propuso la adición de una regla que exige que los aviones sean capaces de volar y aterrizar de manera segura después de un impacto en el empenaje por un ave de ocho libras (cuatro kilogramos) a velocidad de crucero.  La agencia recibió una serie de comentarios, algunos sugiriendo que el límite de ocho libras para aves era insuficiente y no habría evitado el accidente del vuelo 297 de United Airlines, otros sugiriendo que las alas del avión también eran vulnerables, no solo la sección de cola. 
El 8 de mayo de 1970 entró en vigor la sección 25.631 "Daño por impacto de aves" del Código de Reglamentos Federales. Esta regulación agregó el requisito de que la estructura de empenaje de una aeronave debe estar diseñada para garantizar la capacidad de un vuelo y aterrizaje seguros continuos después de un impacto con un ave de ocho libras durante el vuelo a las velocidades operativas probables. 
La agencia recibió una serie de comentarios, algunos sugiriendo que el límite de ocho libras para aves era insuficiente y no habría evitado el accidente del vuelo 297 de United Airlines, otros sugiriendo que las alas del avión también eran vulnerables, no solo la sección de cola.
El 8 de mayo de 1970 entró en vigor la sección 25.631 "Daño por impacto de aves" del Código de Reglamentos Federales. Esta regulación agregó el requisito de que la estructura de empenaje de una aeronave debe estar diseñada para garantizar la capacidad de un vuelo y aterrizaje seguros continuos después de un impacto con un ave de ocho libras durante el vuelo a las velocidades operativas probables. 
A fines de la década de 1960 y principios de la de 1970, se formaron las Autoridades de Aviación Conjuntas para producir los Requisitos de Aviación Conjunta para la certificación de aeronaves grandes en Europa. Los Requisitos Conjuntos de Aviación se basaron en gran medida en la Sección 25 del Código de Regulaciones Federales de los Estados Unidos. Las regulaciones implementadas en la sección 25.631 especificaban que toda la aeronave, no solo el empenaje, tenía que estar diseñado para resistir el impacto de un pájaro, pero en lugar de un pájaro de ocho libras, especificaba solo un pájaro de cuatro libras.